# Itabaianinha (ort)
Itabaianinha är en ort i Brasilien.   Den ligger i kommunen Itabaianinha och delstaten Sergipe, i den östra delen av landet, 1 200 km öster om huvudstaden Brasília. Itabaianinha ligger 223 meter över havet och antalet invånare är 17 149.
Terrängen runt Itabaianinha är huvudsakligen platt. Itabaianinha ligger uppe på en höjd. Itabaianinha är det största samhället i trakten.
Omgivningarna runt Itabaianinha är huvudsakligen savann. Runt Itabaianinha är det ganska tätbefolkat, med 75 invånare per kvadratkilometer.